# Royaume d'Arménie
« Grande Arménie » redirige ici. Pour le concept irrédentiste, voir Grande Arménie (irrédentisme).
190 av. J.-C. – 428 ap. J.-C.
Entités précédentes :
- Empire Séleucide

Entités suivantes :
- Arménie sassanide

Le royaume d'Arménie ou Grande-Arménie (par rapport à l'Arménie Mineure) est fondé en 190 av. J.-C. par Artaxias Ier, fondateur de la dynastie artaxiade. Connaissant son apogée sous le règne de Tigrane le Grand, il devient ensuite un enjeu entre Romains et Parthes, puis entre Romains et Sassanides. Au Ier siècle, son trône passe aux Arsacides, qui le conservent jusqu'en 428, date de l'abolition de la monarchie et du début du marzpanat.

## Dynastie artaxiade

### Naissance et expansion du royaume d'Arménie
Ancienne satrapie de l'Empire perse achéménide (VIe – IVe siècles av. J.-C.), l'Arménie passe au pouvoir d'Alexandre le Grand en 331 av. J.-C., puis de ses successeurs, pour faire partie du royaume séleucide, sous des souverains orontides (la Sophène et la Petite-Arménie, détachées, ayant leurs propres souverains). La défaite du roi séleucide Antiochos III face aux Romains à Magnésie du Sipyle en 190 av. J.-C. redessine la carte politique du Moyen-Orient. Aux termes de la paix d'Apamée (188 av. J.-C.), Antiochos III ne peut plus intervenir au nord du Taurus, créant un vide politique que remplissent immédiatement de nouveaux royaumes indépendants. Dès 190 av. J.-C., le satrape d'Arménie Artaxias, auprès duquel s'est réfugié le Carthaginois Hannibal, fonde sur ses conseils la ville d'Artaxate (au sud de l'actuelle Erevan) sur les rives de l'Araxe, et en fait la capitale d'un royaume d'Arménie dont il se proclame roi, avec la bénédiction des Romains. Artaxias fonde ainsi la dynastie royale des Artaxiades qui règne sur le pays jusqu'au début du Ier siècle.
Situé dans une région montagneuse et difficile d'accès, le royaume d'Arménie occupe en Orient une position stratégique. À partir de son territoire, des attaques dévastatrices peuvent être lancées contre la Syrie septentrionale, la Cilicie, ou encore l'ouest de l'Iran (région de la Médie, autour d'Ecbatane). Les grandes puissances qui contrôlent ces régions menacées ont en revanche de grandes difficultés à pénétrer en Arménie, et encore plus à s'y maintenir de façon durable. C'est pourquoi, sans chercher à annexer directement ce royaume, elles s'efforcent pendant toute l'Antiquité de le neutraliser en contrôlant son aristocratie et surtout son roi. Cette aristocratie, en grande partie d'origine iranienne ou iranisée (un héritage de l'Empire achéménide), a des liens naturels avec celle de l'Empire parthe, puissance nouvelle dans la région, issue principalement du délitement de l’empire des Séleucides. Cet empire parthe est alors gouverné par la dynastie des Arsacides. Vers 110 av. J.-C., l’armée parthe défait l’Arménie ; Artawazd Ier fut ainsi obligé de plier face à l’autorité du roi parthe Mithridate II. L'Arménie est alors contrainte de reconnaître la tutelle du souverain parthe sur son territoire, ainsi qu'elle doit donner des gages : on envoya donc comme otage - pratique courante dans l'Antiquité - le prince Tigrane en Mésopotamie, dans la région de Babylone. Cet éloignement n'est pas dénué d'avantages pour les rois vaincus : envoyant son neveu chez les Parthes, Artawazd neutralisait ainsi un rival potentiel. Gage de l’exécution du traité entre les Parthes et l’Arménie, Tigrane demeura en Mésopotamie pendant quinze ans : des journaux astrologiques, rédigés sur des tablettes cunéiformes par les prêtres du temple de Marduk à Babylone, attestent le séjour du « prince héritier » d’Arménie, ainsi que son retour en Arménie après la mort de son oncle. D'ordinaire, ces documents cunéiformes ne parlent que très peu des régions extérieures à la Mésopotamie : la mention qui en est ainsi faite est le signe que le retour de Tigrane en Arménie revêtait une dimension particulièrement forte.
Les années en tant qu'otage n'avaient cependant pas amoindri les ambitions du jeune Tigrane : bien au contraire, son expérience dans les cercles de cour et de gouvernement parthes avaient participé à sa formation en tant que futur souverain, et lui permirent de devenir un politique assez brillant, chose qu'il démontra lors de son retour en Arménie. Il monte en effet sur le trône en 95 av. J.-C., âgé de 45 ans, et initia une politique de puissance régionale.

### L'apogée du royaume d'Arménie: un empire régional auIersiècleav. J.-C.

Expansion maximale de l'Arménie sous Tigrane II.

Carte situant l'Osroène, l'Adiabène, la Gordyène (ou Corduène), la Sophène, la Commagène et l'Atropatène à l'époque de l'apogée de l'Arménie sous Tigrane II.

Entre les années 87 et 69 av. J.-C., le roi arménien Tigrane II le Grand - mis sur le trône par les Parthes - prit la tête d’un véritable empire qui arrêta l’avancée de Rome au Proche-Orient. Il est cependant négligé par l'historiographie romaine, comme par les historiens modernes.
Les sources à disposition des historiens sur ce roi et son règne reﬂètent pour l'essentiel le point de vue de Rome, présentant ainsi les guerres contre Tigrane comme un épisode des guerres mithridatiques où le roi arménien joue un rôle mineur par rapport à son allié du Pont, ennemi de Rome, Mithridate VI Eupator. Pourtant Tigrane, pendant presque vingt ans, fut à la tête d’un empire aux dimensions plus que respectables, paré de l’épithète royale de « Grand » et du titre de « roi des rois », récupérant à ce titre une communication royale proche de celle de l'Empire Perse mais aussi des autres souverains hellénistiques.

#### Entre Rome et les Parthes
Tigrane II le Grand donne au royaume d’Arménie une ampleur inédite. Après avoir cédé aux Parthes plusieurs territoires de son pays, Tigrane réussit à les convaincre que ses ambitions territoriales ne menaçaient pas directement leur alliance. Cependant, Tigrane avait aussi compris que ses chances étaient meilleures en tournant son regard vers l'Occident romain, où Mithridate VI du Pont commençait à étendre son inﬂuence en Asie Mineure, au grand dam de Rome. Tigrane établit rapidement un accord avec lui, qui fut scellé par son mariage avec Cléopâtre, ﬁlle de Mithridate. Cette alliance lui permit de mener par la suite une série de campagnes militaires qui aboutirent à l’occupation d’une bonne partie de l’Anatolie orientale, contrôlée par des rois amis de Rome, et de ce qui restait de l’empire des Séleucides, désormais en pleine décadence. Tigrane occupa d’abord le petit royaume arménien de Sophène, puis d’autres territoires en Anatolie. Ces différentes opérations militaires déclenchent ainsi la réaction des Romains qui interviennent sous la conduite de Sylla. Tigrane se tourne aussi contre les Parthes et s'avance en Médie jusqu'à Ecbatane (Hamadan, Iran) et en Assyrie jusqu'à Arbèles (l'ancienne Adiabène, présentement Erbil, Irak). En 83 av. J.-C., Tigrane envahit la Syrie et la Cilicie, à la requête même des cités grecques de ces régions, comme à Damas. Il fonde une nouvelle capitale qu'il nomma Tigranocerte (probablement au sud de Diyarbakır, Turquie). Au moment où le royaume séleucide s'écroule totalement, et où une nuée de chefs tribaux se disputent le Proche-Orient, l'Arménie apparaît donc à beaucoup comme la grande puissance capable de rétablir l'ordre et la sécurité.
Entre-temps, Mithridate, l’allié de Tigrane, avait multiplié les succès face à Rome, bouleversant l’équilibre stratégique de l’Anatolie. L’alliance avec l’Arménie ayant consolidé sa position, le roi du Pont avait trouvé d’autres soutiens auprès des cités d’Asie Mineure et de Grèce, qui se mobilisèrent contre les exactions romaines. Des massacres de citoyens romains, comme les vêpres éphésiennes, obligèrent Rome à intervenir par le biais d'une violente répression. Pour autant, Rome ne réussit pas dans un premier temps à conserver le contrôle sur la Méditerranée orientale. Les sources romaines mettent même en valeur Mithridate, relayant Tigrane au rang de personnage secondaire de cette histoire : Tigrane y est décrit comme arrogant, tyrannique, recevant les ambassades étrangères au travers un protocole démesuré impliquant des rois vassaux, symbolisant son pouvoir et son autorité.
Les Romains réagissent à nouveau aux exactions de Mithridate, dès 74 av. J.-C., et ce dernier est contraint de se réfugier auprès de Tigrane — son gendre — en 71 av. J.-C. Ce dernier refuse de livrer son beau-père. L'Arménie est donc attaquée et vaincue en 69 av. J.-C. par Lucius Licinius Lucullus, qui prend Tigranocerte au terme d'un long siège coûteux en hommes pour Tigrane. Lucullus parvient ensuite devant Artaxate l'année suivante. Cette défaite provoqua la défection des alliés de Tigrane, l’obligeant à abandonner la Syrie et à renoncer à presque toutes ses conquêtes. La place forte de Nisibe, en haute Mésopotamie, fut prise par les romains malgré la défense organisée par Gouras, le frère de Tigrane qui gouvernait alors ce district du royaume, et malgré le talent de l’ingénieur militaire Callimaque. L’année suivante, en 68 av. J.-C., dans une nouvelle bataille près d’Artaxate, c'est l'aristocratie arménienne qui est décimée au combat.
En 66 av. J.-C., Pompée, fin diplomate et chef militaire brillant, venant d'écraser la piraterie en Méditerranée et à plusieurs titres plus redoutable que Lucullus, prend en main les expéditions romaines, et bat Mithridate, qui se suicide en 63. Dans la foulée, le fils de Tigrane se rend aux Romains, et trahit son père : Tigrane le Jeune fournissant des informations sur le pays, Pompée put alors marcher à son tour sur Artaxata. Pompée le laisse sur le trône, moins par respect pour l'âge de Tigrane que par stratégie : conﬁant dans la clémence du Romain, Tigrane avait décidé de capituler, il ne restait à Pompée qu'à se contenter d’accepter la soumission de Tigrane, de faire payer à l'Arménie un lourd tribut. Pompée faisait aussi preuve de prévoyance : entouré d'un bon conseil, notamment de notables grecs connaissant la région, il avait compris que déposer Tigrane le Grand au profit de son fils aurait eu pour principale conséquence de nuire à l'autorité royale du nouveau souverain, au profit de la noblesse arménienne, et donc d'une instabilité potentielle de la région en cas de crise de succession. Le royaume d'Arménie survit donc politiquement mais est réduit à son foyer historique, autour d'Artaxate. Tigrane le Grand, quant à lui, se maintient sur le trône jusqu'en 55 av. J.-C.
Désormais, les frontières de la « Grande Arménie » étaient ﬁxées : sauf quelques intervalles, le royaume demeura indépendant jusqu’en 428 apr. J.-C.

#### Tigrane le Grand, un souverain bâtisseur à l'identité mixte
Au cours de son règne (95-55), et pour consolider son empire, fraîchement étendu en Syrie (Antioche) et en Mésopotamie (Nisibe, conquête de la Médie), Tigrane fit construire une capitale, capitale royale en Arménie méridionale, vers la Mésopotamie : Tigranocerte (littéralement la « ville faite par Tigrane »), dont le site archéologique correspond aujourd’hui au territoire du petit village d’Arzan, en Turquie.
Tigranocerte était dotée d’édiﬁces de style hellénistique, comme un grand théâtre grec, connu par le biais de prospections aériennes et satellites. Cela peut être interprété soit comme l’indicateur d’une eﬀective hellénisation du souverain et de sa vie de cour, soit comme un simple vernis d’hellénisme introduit dans un contexte oriental. À Tigranocerte, les éléments relevant de l’hellénisme étaient mêlés à de nombreux éléments plus typiquement iraniens mentionnés par les sources littéraires, tels que le complexe du palais avec son « paradis » (« jardin » en persan) destiné aux chasses royales. Le caractère hétérogène de la ville reﬂète le projet ambitieux de constituer un royaume multiethnique, gouverné par un roi qui se voulait en même temps hellénistique – un descendant d'Alexandre au fond – et iranien – héritier de l'empire Achéménide.
Pour construire et peupler la nouvelle capitale, Tigrane eut recours à la déportation massive de Grecs et de Ciliciens, qui furent ainsi obligés de quitter leurs demeures pour s’installer dans la nouvelle résidence royale. Cette dernière était concrètement voulue comme un nouveau pôle marchand, à cheval entre le Caucase et la Méditerranée. Cette politique d’urbanisation révèle pour les historiens d'un projet ambitieux : celui de la création, en un cours laps de temps, d’un réseau de routes et de villes marchandes situées dans des lieux stratégiques, confluant vers un centre politique, économique et culturel, aux frontières de son royaume. Prônant la réorganisation des espaces et des populations à l’intérieur de ce qu’on appelait désormais la Grande Arménie, Tigrane s’inspirait majoritairement des souverains iraniens (achéménides et parthes), voire de modèles orientaux et mésopotamiens plus anciens. Outre les transferts massifs de populations attestés pour Tigranocerte, Tigrane organisa la déportation en Arménie de Juifs ainsi que le déplacement de nomades arabes, que le roi contraint de s'installer sur le réseau du traﬁc caravanier. Le roi souhaitait ainsi assurer la stabilité de son royaume par une économie d'échanges, exploitant les qualités des communautés étrangères : les diﬀérents savoir-faire des Grecs, des Juifs et des Arabes intégraient progressivement la sphère de compétences de l’aristocratie arménienne. Par exemple, le roi pouvait compter sur une armée composite, où les unités traditionnelles iraniennes côtoyaient des phalanges d’hoplites armées selon l’usage macédonien, avec une sarisse et un bouclier léger. Des conseillers grecs assistaient Tigrane dans ses relations diplomatiques avec les rois et les cités.

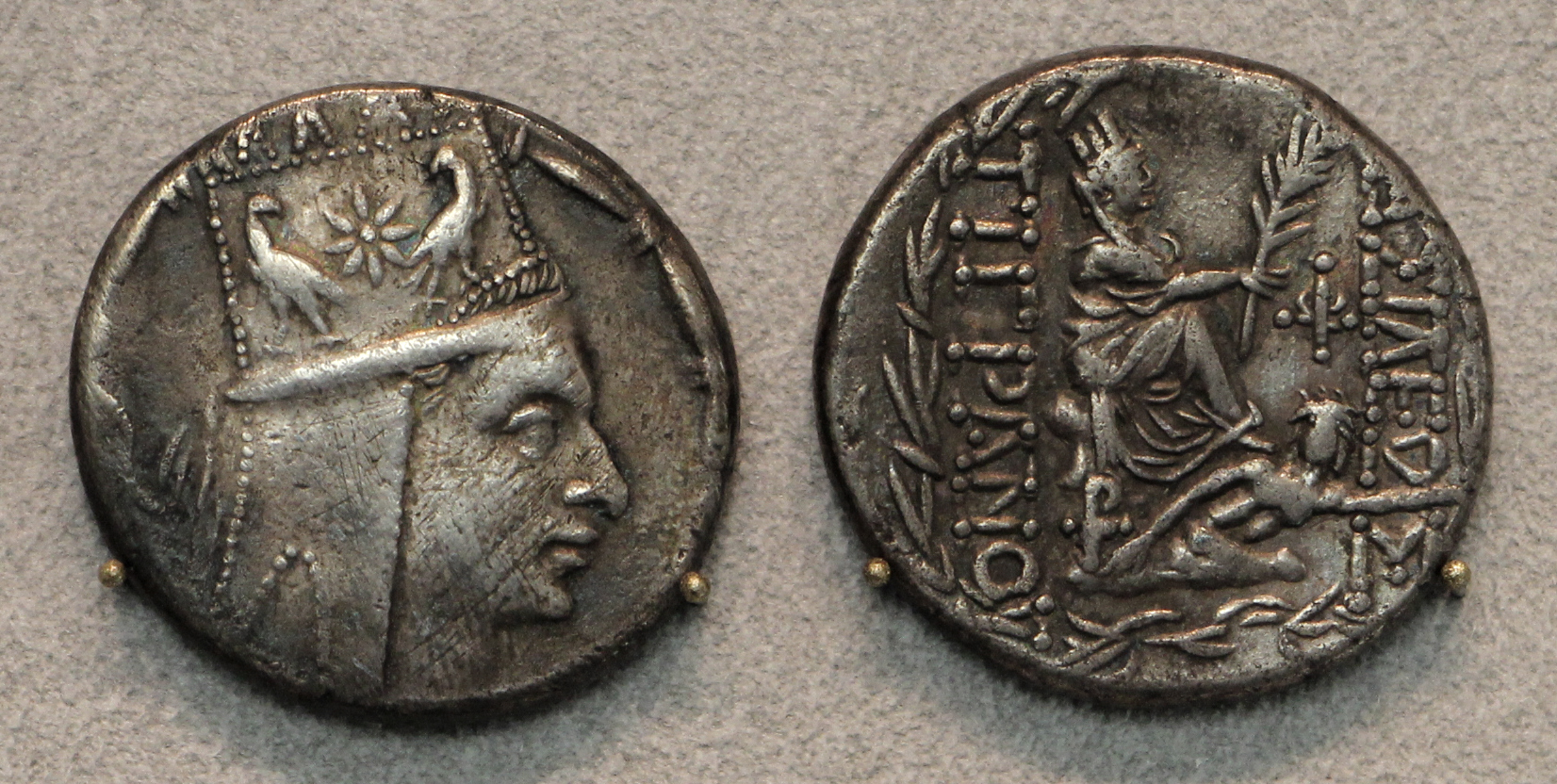
Tétradrachme émise par Antioche, Tigrane II le Grand (entre 83 et 69 av. J.-C.)

Le règne de Tigrane le Grand est caractérisé, en termes de communication et d'iconographie, par une tentative d'imitation du projet d'Alexandre le Grand. A une échelle bien plus modeste, Tigrane souhaitait faire de l'Arménie un trait d'union entre monde hellénisé en Occident et monde iranisé en orient.
Sa politique monétaire et les portraits qui y figurent suggèrent fortement ce « brassage » : on y voit le souverain représenté avec les traits d'un souverain hellénistique, en bon héritier d'Alexandre, mais portant la tiare iranienne, décorée d'aigles (symboles de royauté en Orient), et d'une étoile macédonienne. La tiare est aussi coiffée d'un diadème, symbole de la prise du titre royal depuis le IVe siècle av. J.-C.

### Déclin des Artaxiades
Le royaume d'Arménie demeure sous influence romaine jusqu'en 34 av. J.-C., quand le roi Artavazde II se brouille avec Marc Antoine qui le fait arrêter et le détient à Alexandrie ; il est exécuté sur l'ordre de Cléopâtre. Le nouveau roi Artaxias II, pro-parthe et profitant de la guerre civile qui fait rage entre Romains, fait massacrer tous les Romains qui se trouvent dans le royaume. Par la suite il entre en conflit avec sa propre aristocratie qui fait alors appel à Auguste pour le renverser. Les Romains interviennent, sous la conduite du futur empereur Tibère, et mettent sur le trône Tigrane III.
L'Empire parthe, qui a déjà dû repousser une tentative d'invasion romaine sous Crassus, ne voit pas d'un bon œil la présence romaine en Arménie. Pendant tout le règne d'Auguste à Rome, cette question d'Arménie devient une pomme de discorde entre Romains et Parthes, mais le royaume demeure bon an mal an inféodé aux Romains tout en maintenant des relations étroites avec les Arsacides parthes.

## Dynastie arsacide

### Un royaume sous influence
Ainsi, lorsque le roi d'Arménie Vononès Ier, un Arsacide, ancien roi des Parthes détrôné, se tourne vers les Romains pour leur demander de l'aide contre son parent Artaban II, Tibère préfère ne pas l'appuyer, mais au contraire le fait placer en résidence surveillée à Antioche, puis en Cilicie où il meurt assassiné en 19. Il préfère nommer en Arménie Artaxias III Zénon, fils de Polémon, roi du Pont.
Après sa mort, les Parthes reprennent le contrôle du royaume de 35 à 42, en installant sur le trône les rois Arsace Ier et Orodès Ier, auxquels les Romains opposent leur candidat, Mithridate, qu'ils rétablissent sous leur protectorat. En 55, les Parthes tentent de reprendre la main mais sont chassés par Cnaeus Domitius Corbulo, légat de Syrie, qui envahit le territoire parthe. Vologèse Ier, roi des Parthes, doit négocier, et le roi d'Arménie Tiridate, un Arsacide, frère de Vologèse Ier, renonce un temps à son diadème (symbole royal dans le monde hellénistique). L'empereur romain Néron passe alors un accord avec les Parthes : le roi d'Arménie serait diplomatiquement lié aux deux empires, car choisi dans la famille arsacide du roi des rois parthe, mais couronné par les Romains. Tiridate se rend à Rome en 66, où il est accueilli avec un faste inouï par Néron qui lui remet officiellement son diadème royal.

### Une éphémère province romaine

La province romaine d'Arménie.

Cette situation dure un demi-siècle, jusqu'à un coup de force du roi des rois parthe Osroes Ier(Chosroès Ier en grec ancien). Celui-ci, pour des raisons de querelles dynastiques, veut, en 113, démettre le roi d'Arménie Axidarès (reconnu par Rome) et le remplacer par son frère Parthamasiris. L'empereur romain Trajan refuse de l'accepter, intervient en 114 et, en une campagne foudroyante, conquiert toute la Mésopotamie jusqu'au golfe arabo-persique. En Arménie, Parthamasiris est renversé et le royaume est réduit en province romaine. La politique de Trajan consiste en effet à supprimer les royaumes clients, pas toujours dociles, et à en faire de nouvelles provinces : il l'a fait pour la Dacie et l'Arabie et, en 114, il le fait pour l'Arménie et la Mésopotamie.
Mais Trajan ne peut se maintenir longtemps dans la région, en raison des insurrections répétées à l'est de l'Euphrate. Il évacue le terrain conquis et Hadrien, son successeur, fait la paix avec les Parthes et rétablit le royaume d'Arménie en 118 en nommant roi Vologèse Ier, un Arsacide.

### Un équilibre précaire auxIIeetIIIesiècles

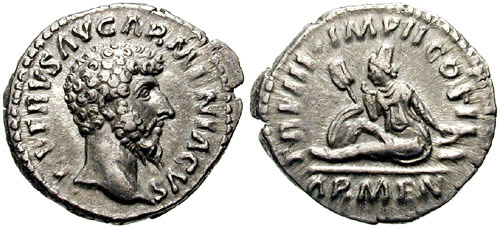
Monnaie de Lucius Verus avec l'Arménie soumise au revers.

L'Arménie arsacide vers 150.

Le statu quo reste en vigueur une quarantaine d'années, et l'Arménie demeure neutralisée sous des rois arsacides nommés par les Romains. Vologèse IV, roi des Parthes, rompt cet équilibre en 161, place sans l'accord de Rome l'Arsacide Pacorus sur le trône d'Arménie, puis attaque la province romaine de Syrie. Les Romains réagissent sous le commandement (nominal) de l'empereur Lucius Verus, et celui (effectif) du gouverneur de Syrie Avidius Cassius. Statius Priscus, gouverneur de Cappadoce, envahit l'Arménie et détruit la capitale Artaxate en 163. L'Arménie revient dans la mouvance romaine, tandis que le Sénat à Rome décerne à Lucius Verus le nom d'Armeniacus, « Vainqueur des Arméniens ». Les Romains mettent en place un nouveau roi, Sohaemus (toujours un Arsacide) et fondent une nouvelle capitale pour le royaume, la cité de Kainepolis (aujourd'hui Vagharshapat-Etchmiadzin).

### La rupture de l'équilibre
Après avoir, en 224, renversé en Iran et en Mésopotamie le dernier roi des rois arsacides, le roi perse sassanide Ardachîr Ier cherche à exterminer tous les membres de la dynastie vaincue, tâche qui est poursuivie par son fils Shapur Ier. Le roi d'Arménie Tiridate II, un Arsacide, se retrouve donc le dernier de la dynastie et résiste victorieusement aux Perses, laissant même les Romains utiliser son territoire comme base d'attaques dévastatrices contre la Médie (région de Hamadan, en Iran) en 232-233.
L'Arménie n'est désormais plus neutre. Non seulement elle accueille ouvertement des troupes romaines sur son territoire, ce qui représente une menace inacceptable pour l'Iran occidental, mais de plus son roi arsacide Tiridate est devenu par la force des choses l'unique prétendant légitime au trône du roi des rois. En effet de nombreux seigneurs parthes, vassaux des Arsacides, ont refusé tout net de faire allégeance aux Sassanides qu'ils regardent comme des usurpateurs, et se sont ralliés à Tiridate dans le but évident de restaurer la dynastie déchue.
Le sort de l'Arménie et de son roi est scellé en 244 quand, à l'issue d'une nouvelle guerre perso-romaine, l'empereur romain Philippe l'Arabe conclut la paix avec Shapur Ier : le Sassanide aurait désormais les mains libres en Arménie, Rome s'engageant à ne plus soutenir Tiridate. En 251 ou 252, à la mort de Tiridate, Shapur Ier fait aussitôt occuper le royaume, obtient le ralliement de la quasi-totalité de l'aristocratie locale, et place son fils Hormizd sur le trône d'Arménie. Dans la logique de Shapur (et peut-être de la paix de 244), c'est un retour à l'équilibre traditionnel : le roi d'Arménie doit être issu de la dynastie du roi des rois, autrefois les Parthes arsacides, maintenant les Perses sassanides.
Les Romains refusent d'entériner ce nouvel état de fait. Selon les chroniqueurs arméniens, les fils de Tiridate, les futurs Khosrov II et Tiridate III, encore enfants, réussissent à échapper au massacre de leur famille et trouvent refuge dans l'Empire romain, constituant à terme une menace pour les Sassanides. Dans le même temps, les Romains concentrent des troupes en Syrie, mais Shapur attaque le premier et les anéantit en 252, occupant un temps la Syrie du nord et détruisant Antioche, tandis que son fils Hormizd, à partir de l'Arménie, ravage la Cappadoce.

### L'Arménie chrétienne

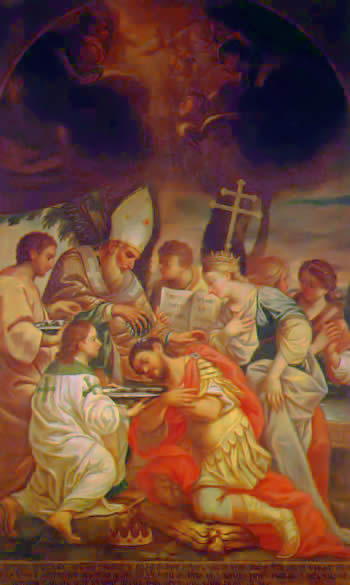
Baptême de Tiridate IV par Grégoire Ier l'Illuminateur.

L'Arménie devient alors un royaume vassal de l'Empire sassanide qui y implante son administration centralisée et, sans doute, sa religion d'État, le mazdéisme zoroastrien. La situation ne change pas jusqu'en 287, quand Khosrov revient de trente-cinq ans d'exil dans les fourgons des Romains et est rétabli sur le trône d'Arménie par Dioclétien. Une nouvelle offensive romaine conduite en 293 par Galère et Dioclétien, avec l'appui des Arméniens de Tiridate III, contraint le roi des rois sassanide Narsès à capituler (paix de Nisibe). Tiridate IV lui succède en 298.
Dans un premier temps, Tiridate IV s'emploie sans doute à asseoir son autorité, en luttant notamment contre les Églises, le clergé mazdéen qui peut à bon droit passer pour un relais des Sassanides, mais aussi contre les chrétiens qui gagnent en influence sous la conduite de leur chef spirituel, l'évêque Grégoire, dit Grégoire Ier l'Illuminateur. Cette politique de persécution des religions organisées est en conformité avec celle de ses protecteurs romains qui ont légiféré contre les Manichéens et s'apprêtent à le faire contre les chrétiens.
Mais Tiridate se ravise, sans doute pour éviter à son régime somme toute fragile d'être regardé comme une marionnette des Romains, dans un pays où près de quarante ans de domination perse ont fait évoluer les mentalités. En 301, au moment même où Dioclétien et ses collègues déclenchent dans leur empire la pire persécution antichrétienne de l'histoire, Tiridate et sa famille se convertissent au christianisme et font de cette religion la religion d'État du royaume, sur le modèle de l'Empire perse qui a le mazdéisme comme religion d'État.
L'Arménie devient ainsi le premier État chrétien de l'Histoire. Ce bouleversement assure à Tiridate le soutien d'une bonne partie de la population et de l'aristocratie, mais surtout fonde une nouvelle identité arménienne, bien distincte des Romains païens et des Sassanides mazdéens. La bénédiction de l'évêque Grégoire confère désormais à Tiridate une nouvelle légitimité : roi par la grâce de Dieu plutôt que par celle de l'empereur romain, il a moins besoin désormais de mettre en avant ses origines arsacides, ce qui le rend plus acceptable par les Perses sassanides.

### L'Arménie duIVesiècle
Ces arrière-pensées politiques et la nécessité stratégique de maintenir autant que possible des relations équilibrées entre les deux géants romain et perse ont renforcé le caractère national de l'Église d'Arménie. Tiridate et ses successeurs maintiennent pendant la première moitié du IVe siècle des relations étroites avec les Romains, mais même quand ces derniers passent eux aussi au christianisme, l'Arménie chrétienne conserve sa spécificité et ne s'aligne pas sur le césaro-papisme en vigueur sous Constantin et son successeur Constance II.
Ainsi, la puissante Église d'Arménie est-elle dirigée par un catholicos (patriarche), non pas élu comme chez les Romains mais héréditaire. À Grégoire l'Illuminateur succèdent au patriarcat ses fils Aristakès Ier et Vertanès Ier, puis son petit-fils Houssik Ier et son arrière-petit-fils Nersès Ier.
L'Arménie reste très liée politiquement à l'Empire romain. Selon Moïse de Khorène, c'est Constance II qui nomme roi Khosrov le Petit, fils de Tiridate, à la demande du catholicos Vertanès, de l'assemblée des évêques et des nobles d'Arménie. Khosrov le Petit cherche toutefois à s'entendre avec les Perses et, à sa mort, le catholicos doit une nouvelle fois demander l'appui explicite de l'empereur romain pour introniser Tigrane VII, fils de Khosrov, alors que les Perses tentent un retour offensif pour assujettir à nouveau le royaume.
Sous Tigrane VII, les relations se tendent entre le roi et le catholicos. Houssik, fils et successeur de Vertanès, est martyrisé avec l'évêque Daniel. Les Perses profitent de ces dissensions et de l'échec de l'expédition romaine de Julien contre eux en 363 pour reprendre un temps le contrôle de l'Arménie. Mais la dynastie arsacide est rétablie, tandis que l'Église d'Arménie se renforce : en 365 un concile des évêques arméniens est réuni à Ashtishat par le catholicos Nersès pour fixer les règles de l'Église nationale.
En 368, le roi des rois sassanide Shapur II fait occuper la Géorgie et l'Arménie sans que les Romains puissent réagir efficacement. Finalement, un accord est trouvé sous Théodose Ier en 384 : la partie occidentale du royaume devient une province romaine nommée Armenia Minor (Arménie Mineure), et la partie orientale un royaume vassal des Sassanides. Quand en 428 une révolte de la noblesse locale renverse le roi Artaxias IV, le Sassanide Bahram V installe un gouverneur à sa place, mettant ainsi fin à l'existence du royaume d'Arménie qui avait été fondé en 190 av. J.-C.
C'est à cette époque, sous le catholicos Sahak Ier, que le clerc Mesrop crée l'alphabet arménien, adapté à cette langue, qui devient ainsi une véritable langue liturgique et une langue de culture. Il traduit les Écritures en arménien, renforçant de ce fait l'identité chrétienne de la nation. On en voit l'effet vers 450, lorsque le Sassanide Yezdegerd II tente vainement de réintroduire le mazdéisme dans le pays.

## Représentations dans les arts
La tragédie chrétienne Polyeucte, composée par le dramaturge français Pierre Corneille et créée en 1641 à Paris, se déroule à Mélitène, en Arménie, à l'époque romaine, au IIIe siècle après Jésus-Christ, pendant la persécution des chrétiens par l'empereur romain Decius. Polyeucte, seigneur arménien converti au christianisme, connaît le destin d'un martyr.